# Rusinska unijatska Crkva
Rusinska unijatska Crkva (bjelorus. Руская уніяцкая царква, lat. Ecclesia Ruthena unita, polj. Ruski Kościół Unicki, ukr. Руська унійна церква) bila je istočna Crkva u zajedništvu s Katoličkom Crkvom na području Poljsko-Litavske Unije. Utemeljili su je 1595./1596. svećenici pravoslavci koji su potpisali Brestsku uniju. U tom su procesu promijenili svoju juristikciju s Ekumenskog patrijarhata na Svetu Stolicu.
Crkva je imala samo jednu metropolitsku dijecezu: Metropoliju kijevsku, galicijsku i sve Rusi. Formiranje Crkve u uniji s Rimom izazvalo je sukobe između pravoslavnih i katoličkih Rusina.
Poslje smrti metropolita kir Jozafata Bulhaka 1838. godine Rusinska unijatska Crkva ukinuta je i prisilno sjedinjena u Rusku pravoslavnu Crkvu.

## Crkve nasljednice
Postoje tri Crkve koje su izravne nasljednice Rusinske unijatske Crkve:
- Bjeloruska grkokatolička Crkva
- Ruska grkokatolička Crkva
- Ukrajinska grkokatolička Crkva